# 黃勝
黃達權，JP（1827年—1902年8月5日），小名勝，字平甫，黃勝（Wong Shing）是更為後人熟悉的名稱，香港學者、傳媒工作者、商人及政治家。黃勝幼年就讀於倫敦傳道會創辦的馬禮遜紀念學校，後來與容閎及黃寬一同獲選到美國留學，返港後先後於《德臣西報》及英華書院印刷所等地從事印刷及翻譯工作，曾參與創辦《中外新報》、《華字日報》及《循環日報》，及與王韜合作編譯《火器說略》一書。
黃勝是香港首位獲政府認可為陪審員的華人，1870年參與創立東華醫院，後曾協助清廷率領第二批學童出洋留學美國。1883年12月，黃勝被委任成為首位華人太平紳士。1884年至1890年獲委為定例局（即立法局）非官守議員，是該局歷史上第二位華人議員，另外也是首批獲委為潔淨局（後稱市政局）非官守議員的華人。黃勝亦曾從商，在香港透過買賣土地致富，是香港早期的華商。

## 生平

### 早年出國

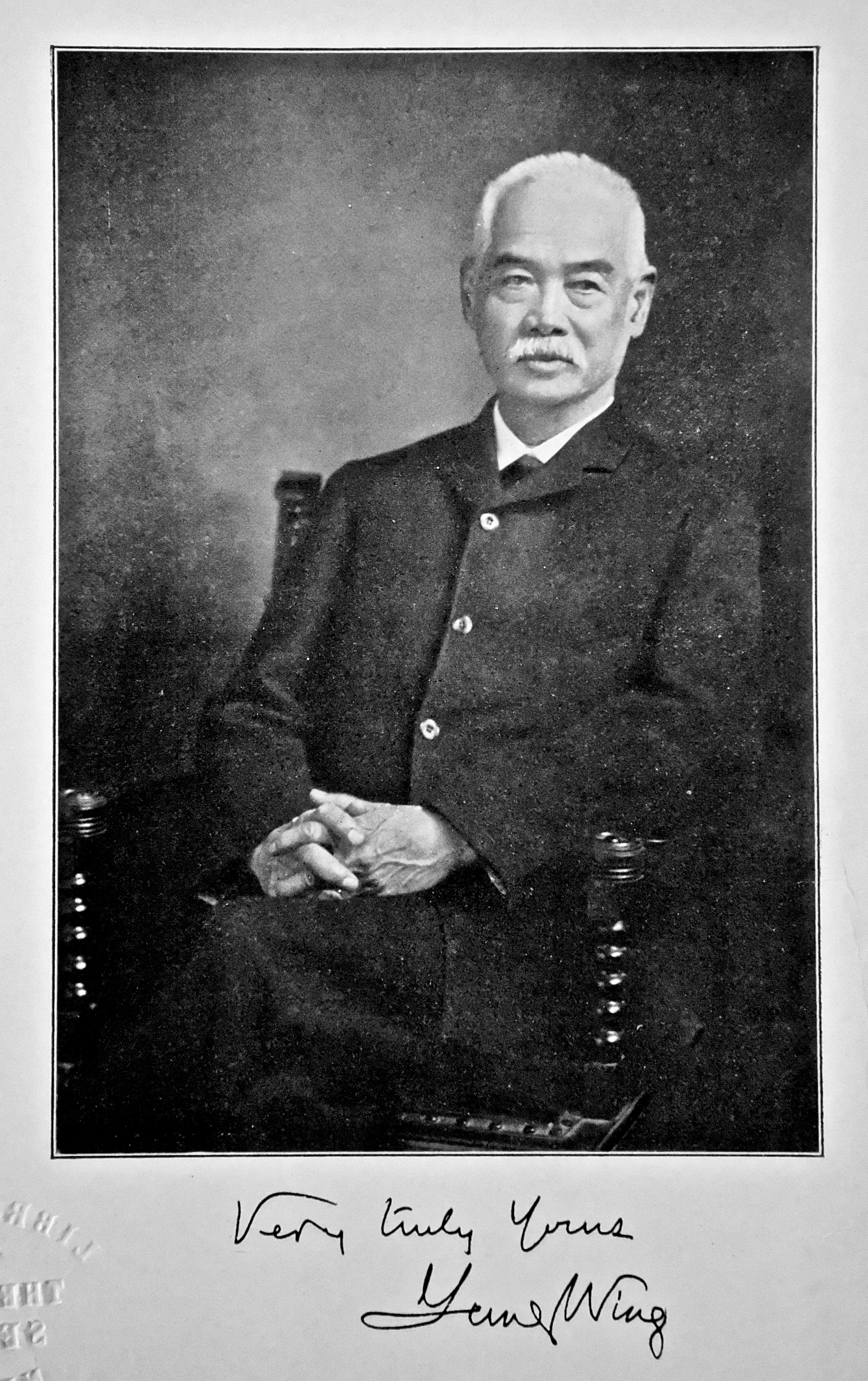
容閎（圖）、黃寬及唐廷樞等都是黃勝年少時的同學。

黃勝在1827年生於位於廣東的故鄉香山縣，早年在故鄉生活，1841年前往鄰近的澳門，入讀馬禮遜紀念學校（Morrison Memorial School），同校同學計有容閎、黃寬及唐廷樞等人，他們後來都在清末民初有所成就。翌年，清廷在第一次鴉片戰爭中敗於英國，並簽訂《南京條約》割讓香港島予英國，黃勝遂隨校遷到香港生活。
到1846年，馬禮遜紀念學校校長包朗牧師（Rev. Samuel Robbins Brown）因身體欠佳，決意辭職返回美國。在得到外界贊助下，他很希望可以攜同校內數名優秀學生負笈美國，讓他們接受正規的西式教育。據記載，包朗牧師將消息告知全體學生時，表示有興趣的同學可自動起立，經一番考慮後，容閎在芸芸學生中首先起立，第二位起立的是黃勝，而最後一位是黃寬。
在包朗牧師的帶領下，黃勝與容閎及黃寬在1847年1月4日乘船從上海出發，並在同年4月12日抵達美國，入讀麻省孟松學院（Monson Academy），但黃勝僅待了一年，就因為水土不服的關係，被迫在1848年返回香港。黃勝前往美國時正式受浸為基督徒，至於返港後則成為了倫敦傳道會的會眾。

### 返港發展
黃勝返港後，在曾贊助他到美國留學的《德臣西報》創辦人蕭德銳（Andrew Shortrede）安排下，獲該報聘用，學習印刷，後來還參與過編輯工作。未幾，黃勝在1853年獲英華書院印刷所聘任為監督，以協助倫敦傳道會承印及翻譯新創辦的《遐爾貫珍》。此外，黃勝亦有份協助書院的理雅各牧師翻譯《四書》成英文，該書在1861年印行時，理雅各牧師更特別地在序言中向黃勝致謝。

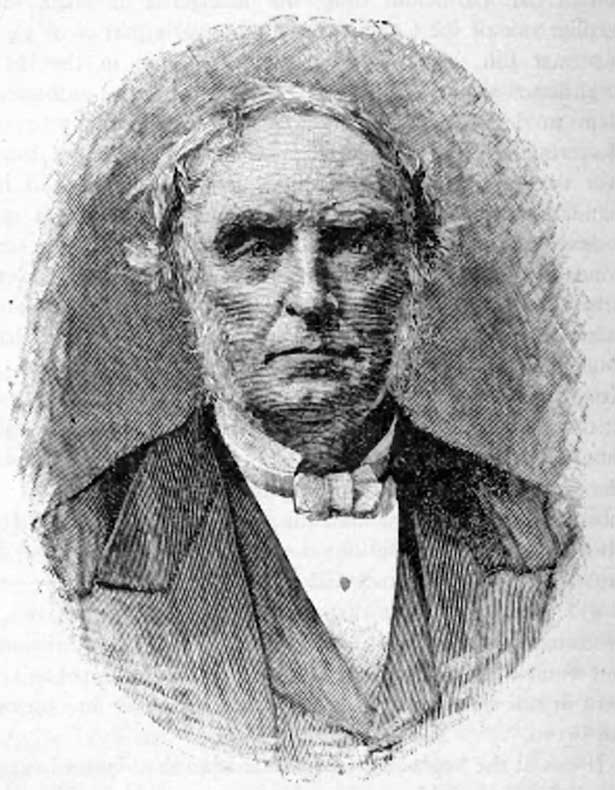
理雅各牧師

黃勝在英華書院的翻譯工作深得港府賞識，這除了使他在1858年成為首位獲認可為陪審員的華人外，高等法院更願意出月薪120元聘請他出任法庭翻譯，當時法院註冊官更表示如黃勝不接受聘用，他願意每月多付10元月薪，以示誠意。儘管黃勝當時在英華書院的月薪僅有30元，但他卻以服務教會為樂，拒絕了法院的重金禮聘。
透過理雅各牧師的關係，黃勝還認識了因避難來港的洋務學者王韜，王韜曾協助理雅各翻譯《尚書》，又與黃勝合作，翻譯《火器說略》，專門介紹西方兵器，並分別講授「煉鐵」、「造模」、「置爐」、「鑽炮」及「驗藥」各大範疇。《火器說略》一書後來由王韜進呈曾國藩幕僚丁日昌及淮軍統領李鴻章，深受賞識。
在得到丁日昌的引薦下，黃勝有機會在1864年前往上海同文館掌教英文。到1867年，黃勝協同唐廷樞到香港國家大書院招攬學生，安排學生到福州船政學堂深造，但不久因故辭職返港，並重新於英華書院印刷所工作。

### 創辦報紙
憑藉在《德臣西報》及英華書院印刷所的工作，讓黃勝累積不少印刷及辦報的經驗。早在1858年，黃勝就曾與伍廷芳租用《孖剌西報》的一套中文鉛字，共同創辦《中外新報》，並以《孖剌西報》的中文晚刊名義印行，成為香港歷來第一份完全以中文編印的報紙。

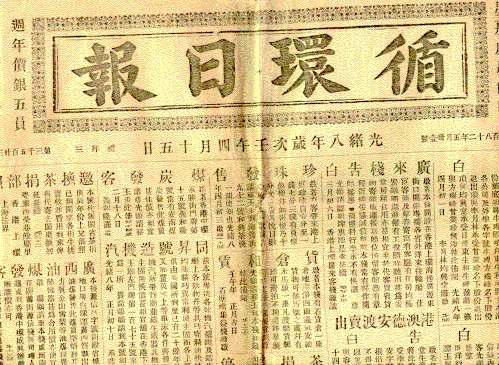
1882年的《循環日報》。

到1872年4月，黃勝又參與創辦了另一份報紙。這次是與《德臣西報》副主編陳靄庭合作，將原本附屬《德臣西報》的《中外新聞七日報》獨立出來，成立《華字日報》。《華字日報》由黃勝出任主筆，亦是繼《中外新報》後，香港歷來第二份華文報紙。
另一方面，英華書院在1871年因故一度停辦，並將印刷所的印刷設備出售，黃勝遂與王韜合共出資10,000元墨西哥鷹洋，購入設備，並成立中華印務總局，專門承印各類中西書籍。後來在洪幹甫及錢昕伯等人協助下，王韜在1874年2月4日創辦《循環日報》，並由中華印務總局承印。黃勝本身支持王韜創辦《循環日報》，但由於他身在美國的關係，所以《循環日報》由王韜主持。有別於《中外新報》及《華字日報》，《循環日報》是香港首份由華人自資及自行打理的中文報紙，並曾經是香港非常流行的主流報紙，惟於1947年停辦。

### 推動洋務

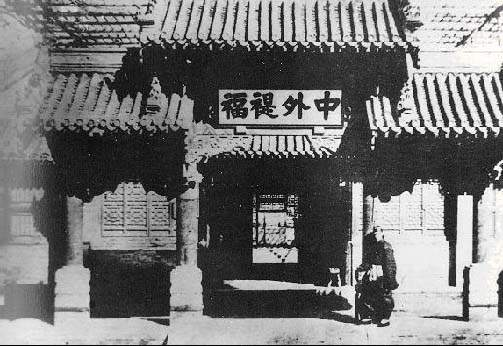
總理各國事務衙門

在1873年，清廷洋務派曾向一度停辦的英華書院購入兩副大小鉛字，以用於京師武英殿衙門前的西法印書局，當時黃勝獲書院委派，親自將鉛字帶到京師總理各國事務衙門，為西法印書局的創立奠下基礎。
同年，負責大清學童留學美國事務的正、副監督陳蘭彬及容閎，邀請黃勝帶領第二批學童前往美國留學。黃勝有見受舊同學的委託，於是放棄了香港的工作，在1873年6月帶領為數約30名的學童赴美。在得到陳蘭彬的保奏下，黃勝又在清廷駐美使館充任翻譯官，協助清廷與美方人員交涉，並在美國處理留學學童事務。黃勝一直到1876年才任滿返港，同時獲清廷保舉以同知升任知府，並獲賞戴花翎。

### 公職生涯

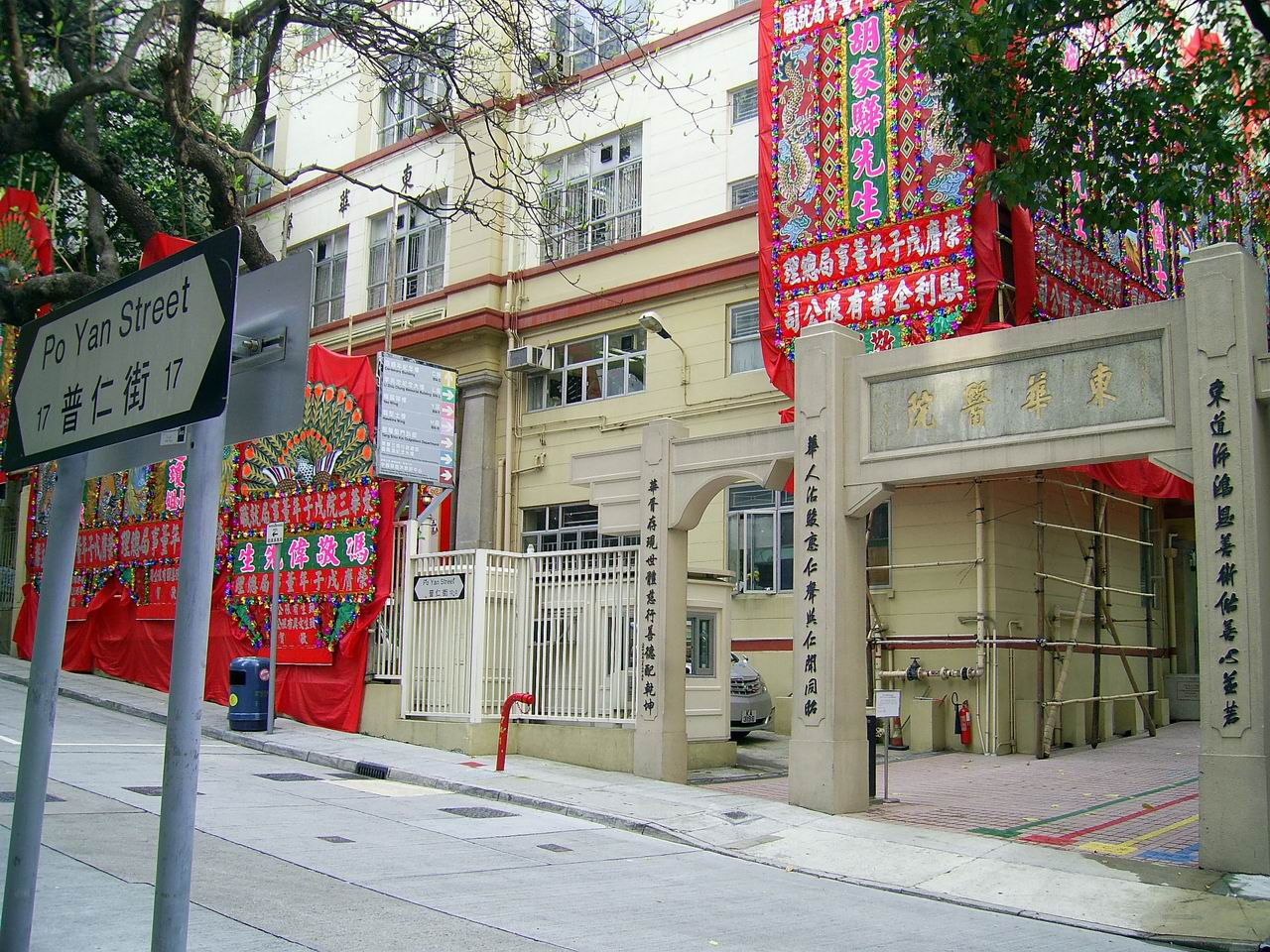
普仁街的東華醫院。

誠如前文所述，黃勝早在1858年獲港督寶靈爵士委任為首位認可陪審員的華人。到1870年，黃勝代表英華書院，與其他華人紳商興辦東華醫院，成為該院的興建總理。東華醫院在1870年奠基，1872年建成，是香港最早期的華人慈善機構，為華人贈醫施藥，他後於1886年至1887年出任該院丙戌年主席。
黃勝在1876年自美國返港，開始投身商業，而憑藉其過往經歷，他在香港華人社區中聲譽日隆，亦漸獲港府重用。在1876年3月，黃勝獲港督堅尼地爵士委任為中國語文考試委員會委員。在1883年12月28日，黃勝入籍英國的申請獲得批准，正式成為英籍人士。翌日，黃勝旋即獲港督寶雲爵士奉委為非官守太平紳士，是香港早期少有的華人太平紳士之一，在華人社會具一定地位。

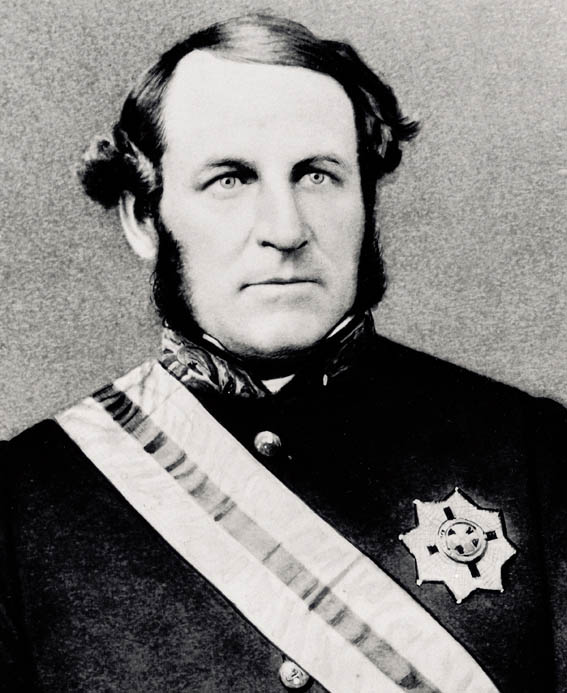
港督寶雲爵士

香港歷史上首位定例局華人議員是伍廷芳，他在1880年至1882年於定例局供職。不過，伍廷芳當時僅是以臨時議員的身份，持續代表一位長期缺席的議員出席定例局會議，因此他在1882年離開定例局後，局內再沒有華人議員，直到1883年4月港督寶雲爵士上任後，情況才有所改變。
寶雲爵士希望定例局內設有一個永久性的華人議席，好讓華人意見能夠反映，因此他任內向英廷提出改組定例局，以增加其代表性。寶雲爵士的提議獲得英廷接納，結果在1884年2月28日新一屆的定例局會期中，該局議席出現很大的變化。當中，官守議席增加兩席，由過往以非官守議員名義出席定例局會議的總測量官及總登記官兼撫華道出任。另一方面，非官守議席由四席增至五席，其中兩席分別由香港總商會及太平局紳互選產生，另外三席由港督委任，而五席之中必須有一席由華人出任。

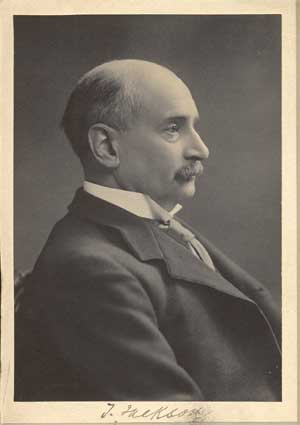
昃臣

由於出任定例局議員的華人必須是英籍人士，而且又以通曉英語，文化水平和社會地位俱佳的人士較為理想，適合的人選可謂寥寥無幾，港督難以作出選擇。港督寶雲爵士最初曾考慮委任何啟醫生入局，但基於何啟醫生過於年輕，而且生活非常西化，因此擔心他不能代表華人社區。最終，港督寶雲爵士選擇以黃勝出任定例局議員，他認為，黃勝「完全勝任以英國人的眼光觀察華人事務，並以華人眼光觀察英國人的事務」，加上他是基督徒及英籍人士，同時與華人及西人社區關係密切，所以是最合適的人選。

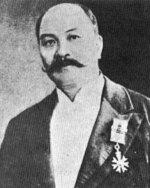
黃勝於1890年辭職後，何啟醫生獲委任填補其定例局議席。

不過，黃勝首次出席定例局會議就出現一次小插曲，由於黃勝填補過往由政府官員擁有的非官守議席，律政司柯馬理發現有關議席依例須由總商會或太平局紳互選產生的人士出任，變相使黃勝不符合資格填補議席。為及時解決有關的技術性問題，總商會界別非官守議員昃臣自願放棄議席，讓黃勝填補其席位，然後再讓政府委任入局。這次事件使政府、昃臣及黃勝相當尷尬，亦令不少華人感到面目無光。
黃勝在任定例局非官守議員期間，於1888年6月11日連同何啟醫生獲委為潔淨局非官守議員，成為首批出任潔淨局議員的華人。黃勝在1890年7月以商業業務繁忙為理由，辭去定例局職務，其議席遂由何啟醫生接替。

### 晚年
離開定例局後，黃勝仍任潔淨局非官守議員，至1892年方才卸任。黃勝早年曾購入不少土地，儘管後來地價上漲，但他仍堅持回饋社會，沒有加租，再加上要應付日增的家庭開支，所以他晚年仍然過著儉樸的生活，頗受稱許。
黃勝短暫抱恙後，終在1902年8月5日晚上時份病逝於香港島中西區卑利街55號家中，終年75歲。黃勝的遺體在8月7日出殯，其靈柩由一名警長及四名印警護送下，由其故居送到「香山號」輪船，沿途吸引大批市民圍觀。黃勝遺體稍後由「香山號」輪船運回故鄉香山縣，在宗族墓園安葬。

## 家庭

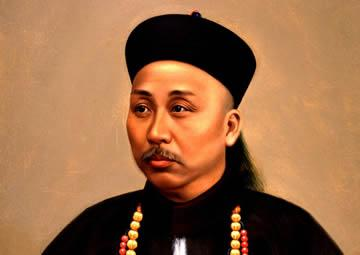
定例局華人議員韋玉爵士是黃勝的女婿。

黃勝的長女在1872年嫁給韋玉爵士，韋玉爵士後來曾自1896年至1917年出任定例局非官守議員。另一方面，黃勝育有五名兒子，分別為：
- 黃詠青：清廷江蘇即補道。
- 黃詠商：候選同知，1894年參與創立興中會，並購入香港士丹頓街13號，成立「乾亨行」，作為興中會秘密會所。黃詠商於1895年協助孫中山等人發動廣州起義，後於逃匿澳門，不久病逝。黃詠商有一子黃慶修，中華民國立國後曾任廣東銀行暹羅分行經理。
- 黃詠仁：清廷候補游擊。
- 黃詠義
- 黃詠德

黃詠青、詠商及詠仁皆先於黃勝去世，受黃勝的影響，家族不少後人在外國接受教育，並投身港府不同部門及匯豐銀行等等的洋行。

## 榮譽
- 保舉知府、賞戴花翎（1876年）
- J.P.（1883年12月29日）

## 部份著作
- 王韜撰、黃勝譯，《火器說略》，1862年。
  - 主要版本：
  - 《火器說略》，上海：鴻文書局，清光緒23年。（1897年）

### 中文資料
- 〈老成凋謝〉，《香港華字日報》，1902年8月6日。
- 〈發引之期〉，《香港華字日報》，1902年8月7日。
- 〈黃君平甫事略〉，《香港華字日報》，1902年8月7日。
- 陳學霖，〈黃勝－香港華人提倡洋務事業之先驅〉，《崇基學報》第3卷第2期，1964年5月。
- 黃振權，《香港與清季洋務建設運動之關係》，香港；珠海書院中國文學歷史研究所，1980年。
- 王賡武主編，《香港史新編（上冊）》，香港：三聯書店（香港）有限公司，1997年。
- 張樹棟等，〈第二節：報刊印刷 （页面存档备份，存于）〉，《中華印刷通史》，1998年。
- 史靜寰、王立新，《基督教教育與中國知識份子》，福建教育出版社，1998年。
- 〈黃勝：近代出版業先驅 （页面存档备份，存于）〉，《中山網》，發佈於2004年6月23日。
- 〈黃勝－中國近代印刷業開創者[永久]〉，《中山網》，發佈於2007年5月29日。
- 梁炳華，《孫中山遺蹟與辛亥革命》，造訪於2008年9月13日。
- 《我們的歷史（页面存档备份，存于）》，東華三院，造訪於2008年9月13日。
- 李東海主編，《香港太平紳士和申訴專員》，中國文史出版社，2002年。

### 英文資料
- "No. 15 of 18", (L.S.) G. F. Bowen., 29 December, 1883.
- "No. 428", GOVERNMENT NOTIFICATION, 29 December, 1883.
- "Issue 25327", London Gazette[], 11 March, 1884, p. 38.
- "Local and General", The China Mail, 3 March, 1890.
- "No. 21.", LEGISLATIVE COUNCIL （页面存档备份，存于）, 21 July, 1890.
- Paper Respecting the Reconstitution of the Sanitary Board, HONGKONG GENERAL CHAMBER OF COMMERCE, 19 October, 1894.
- T. H. WHITEHEAD, Report on the Tung Wa Hospital, 17 October, 1896.
- "Death of a Well-known Chinaman", The China Mail, 7 August, 1902.
- Who Was Who 1916-1928, A & C Black, 1950.
- G. B. ENDACOTT, Government and People in Hong Kong, 1841-1962: A Constitutional History, Hong Kong University Press, 1964.
- T. C. CHENG, "CHINESE UNOFFICIAL MEMBERS OF THE LEGISLATIVE AND EXECUTIVE COUNCILS IN HONG KONG UP TO 1941 （页面存档备份，存于）", Journal of the Hong Kong Branch of the Royal Asiatic Society, Vol. 9, 1969.
- Carl T. SMITH, "THE EMERGENCE OF A CHINESE ELITE IN HONG KONG", Journal of the Hong Kong Branch of the Royal Asiatic Society, Vol. 11, 1971.
- John Mark CARROLL, A Concise History of Hong Kong, Rowman & Littlefield, 2007.
- YUNG Wing, My Life in China and America, READ BOOKS, 2007.

## 外部連結
- 基督教教育與中國知識份子
- My Life in China and America（《西學東漸記》），容閎